# 오다이 알사이피
오다이 유수프 이스마일 알사이피(아랍어: عدي الصيفي, 1986년 5월 26일 ~ )는 쿠웨이트 출생 요르단의 축구 선수로 포지션은 공격수이며 현재 쿠웨이트 프리미어리그의 알나스르에서 뛰고 있다.

## 선수 경력

### 클럽
2004년 요르단 프로리그의 샤바브 알오르돈 입단 후 64경기 20골을 터뜨리며 2005-06 시즌 요르단 프로리그 우승, 요르단 FA컵 2회 연속 우승(2006년, 2007년) 및 2회 연속 준우승(2008년, 2009년), 2008-09 요르단 프로리그 준우승, 2007년 AFC컵 우승, 2007년 요르단 슈퍼컵 우승, 2007년 요르단 FA 실드 우승을 맛보았고 특히 2007년 AFC컵에서 5골을 터뜨리며 네지메 SC의 모하마드 가다르와 함께 공동 득점왕에 오르는 기염을 토했다.
그 뒤 2009년 알다프라 FC로 임대 이적하여 4경기를 소화했고 2009년 그리스 슈퍼리그의 크산티 FC로 이적하였으나 2011년까지 6경기 출장에 그쳤으며 2010년부터 2011년까지 알키 라르나카 FC에서 임대 선수로 활동하며 21경기 2골을 기록했다.
이후 2년간의 그리스 생활을 마치고 쿠웨이트 프리미어리그의 알살미야 SC로 이적하여 2019년까지 팀의 주축 공격수로 133경기 42골을 작렬시키며 2015-16 쿠웨이트 크라운 프린스컵 우승, 2012-13 브리가디어스컵 우승 등에 공헌했고 2020년 카디시야 SC로 이적하여 현재까지 15경기 3골을 기록하고 있다.

### 국가대표팀
2006년부터 2007년까지 요르단 U-23 대표팀의 일원으로 18경기 7골을 터뜨렸는데 특히 마카오와의 2006년 아시안 게임 28강 A조 최종전에서 무려 5골을 폭발시키며 팀의 조 1위 및 24강 진출을 이끌었고 2007년부터 요르단 성인대표팀에 첫 합류한 이후 현재까지 국제 A매치 통산 111경기 14골을 기록하며 2007년 서아시아 축구 선수권 대회 4강, 2008년 서아시아 축구 선수권 대회 준우승, 2011년 AFC 아시안컵 8강 진출의 성과를 거두었으며 특히 시리아와의 2011년 아시안컵 B조 조별리그 최종전에서 결승골을 터뜨리며 팀의 7년만의 아시안컵 8강 진출에 큰 기여를 했다.
이후 2013년 9월 열린 우즈베키스탄과의 2014년 FIFA 월드컵 아시아 지역 예선 플레이오프에 출전하여 요르단 축구 역사상 첫 월드컵 대륙간 플레이오프 진출에 일조했으며 2020년 11월 12일 아프가니스탄과의 2019년 AFC 아시안컵 3차 예선 이후 3년만에 A매치 경기에 모습을 드러냈고 2021년 5월 24일 UAE와의 친선 경기에서 득점을 기록했으나 팀의 1-5 대패를 막지 못했다.

## 같이 보기
- A매치 100경기 이상 출전한 축구 선수 명단